# Louis Buelens
Louis Buelens (Duisburg, 2 november 1936 – Eindhoven, 28 januari 1960) was een Belgische luchtmachtpiloot.
Hij startte op 11 mei 1957 in Canada zijn opleiding tot piloot. Op 25 april 1958 rondde hij zijn opleiding af en werd ingedeeld bij het 31e Smaldeel van de 10e Wing van vliegbasis Kleine-Brogel.

## Vliegtuigongeluk
Op 28 januari 1960 vloog Buelens met zijn toestel, een Republic F-84 Thunderstreak, een opdracht samen met drie andere vliegtuigen, toen op 6.000 meter hoogte zijn motor uitviel. Het bleek onmogelijk de motor te herstarten en hij probeerde het vliegveld van Eindhoven nog te bereiken. Hij koos ervoor om in het toestel te blijven om het bewoond gebied te ontwijken. Het toestel daalde echter te snel, waardoor het vliegveld niet kon worden bereikt. Hij stuurde het vliegtuig daarom weg uit de richting van Eindhoven, om een ramp te voorkomen. Toen hij zijn schietstoel gebruikte, vloog hij inmiddels te laag om er profijt van te hebben. Het vliegtuig stortte neer in een akker in Son, waar nu de wijk Heesterakker ligt. De boer die bezig was de akker om te ploegen, bleef ongedeerd. Buelens kwam om het leven.
Buelens werd begraven bij zijn geboorteplaats in Tervuren.

## Herdenking
De Belgische regering kende Buelens postuum het militaire ereteken der eerste klasse toe.
De gemeente Eindhoven plaatste in 1962 een monument ter nagedachtenis aan Buelens.
In de wijk Heesterakker zijn een straat (Louis Buelenspad) en een school (Basisschool Louis Buelens, in  2019 hernoemd tot Basisschool De Groene Vlinder) naar hem vernoemd.